# Poebrotherium
Il poebroterio (gen. Poebrotherium) è un mammifero artiodattilo estinto, appartenente ai camelidi. Visse tra l'Eocene superiore e l'Oligocene inferiore (circa 35 - 30 milioni di anni fa) e i suoi resti fossili sono stati ritrovati in Nordamerica.

## Descrizione
Questo animale era vagamente simile a un odierno lama, anche se di dimensioni molto minori: la lunghezza dell'intero animale adulto non doveva superare di molto il metro. In ogni caso, la forma generale del corpo aveva già acquisito l'aspetto "cameloide", con lunghe zampe snelle e un cranio dal muso allungato. 

### Cranio
Poebrotherium era caratterizzato da un muso lungo e stretto, in particolare se visto dall'alto. La bolla timpanica era grande e riempita di tessuto osseo spugnoso. La mandibola era dotata di un ramo orizzontale piuttosto gracile e di un ramo ascendente che iniziava ad elevarsi. Gli incisivi superiori erano ancora presenti ma separati gli uni dagli altri. Era inoltre presente un diastema tra il primo e il secondo premolare. I canini erano di piccole dimensioni. I premolari erano semplici e la loro morfologia suggerisce una funzione tagliente. I molari erano tipici dei camelidi, più lunghi che larghi e a tendenza ipsodonte (a corona alta). 

### Scheletro postcranico
Il collo e il tronco erano allungati, così come le zampe, particolarmente snelle. Le zampe anteriori erano nettamente più corte di quelle posteriori. L'omero era relativamente lungo, con leggere creste per l'inserzione dei muscoli. Ulna e radio erano co-ossificati, e le dita laterali erano ancora presenti ma ridotte a vestigia. I metapodi ricordavano nelle loro proporzioni quelli degli xifodontidi, ma erano maggiormente specializzati: erano lunghi, piuttosto stretti e non fusi fra loro.  Il perone era ridotto a un piccolo osso. Il piede era sprovvisto del primo, quarto e quinto dito. Le dita terminavano in zoccoli e non erano ancora presenti i cuscinetti tipici dei camelidi successivi.

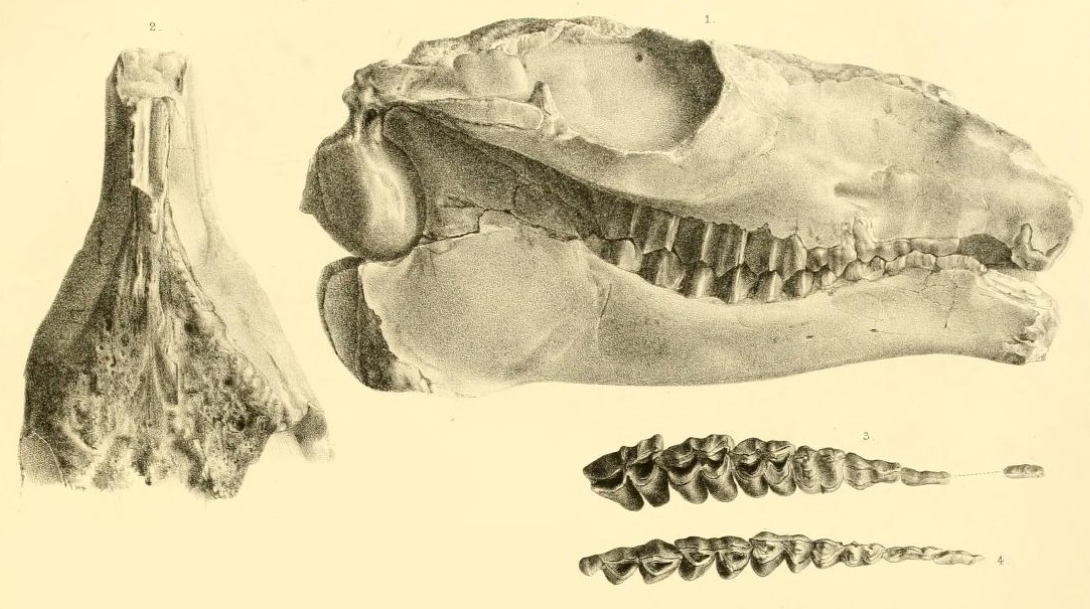
Illustrazione dell'esemplare tipo di Poebrotherium wilsoni

## Storia del ritrovamento e classificazione
Il genere Poebrotherium venne descritto per la prima volta da Joseph Leidy nel 1847, sulla base di resti fossili rinvenuti dal trapper Samuel Culbertson nel Nebraska. Culbertson rinvenne una serie di ossa fossili lungo il White River, le inscatolò e le spedì alla sua famiglia negli Stati Uniti orientali. La scatola con le ossa alla fine arrivò a Joseph Leidy, che si trovò così una collezione di fossili provenienti dal Nebraska, tra i quali i resti di questo mammifero della taglia di un piccolo cervo. Oltre al cranio era presente anche parte di una zampa anteriore, e ciò permise a Leidy di determinare che questo nuovo mammifero fossile era un lontano parente dei lama. Questo fossile fece nascere nel paleontologo l'interesse per le badlands del White River e per la loro fauna, tanto da inviare cercatori di fossili all'ovest per aumentare le collezioni dell'American Museum. 

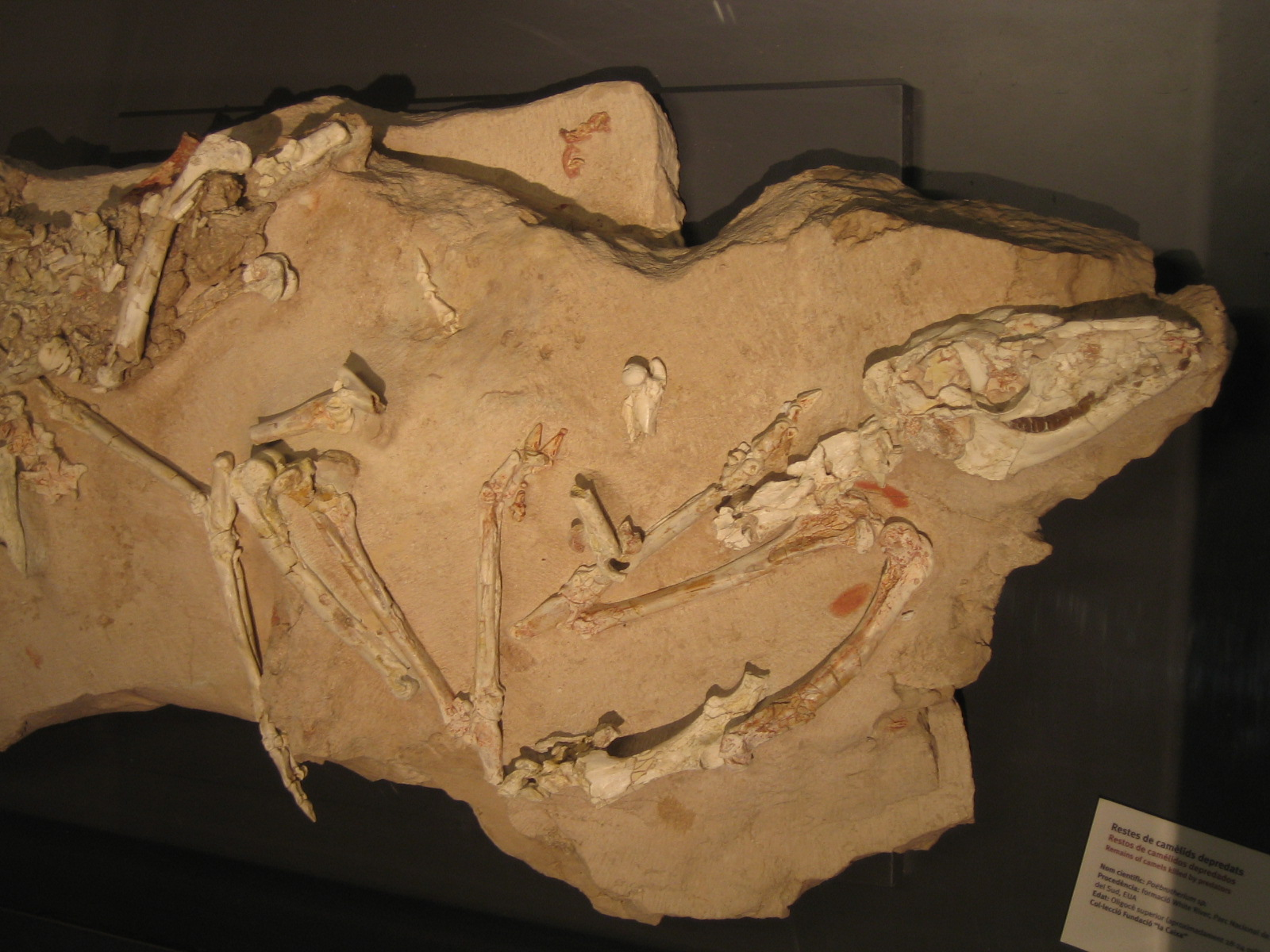
Fossile di Poebrotherium sp.

La specie tipo è Poebrotherium wilsoni, i cui fossili sono piuttosto comuni in vari giacimenti in Colorado, Nebraska, North Dakota, South Dakota, Wyoming in terreni dell'Eocene superiore - Oligocene inferiore. Al genere Poebrotherium sono state attribuite altre specie: P. chadronense e P. franki (Eocene superiore del Texas) e P. eximium (Eocene-Oligocene di Colorado, Montana, Nebraska, Wyoming). Un'altra specie molto conosciuta, P. labiatum, è stata in seguito attribuita al genere Paratylopus.
Poebrotherium è considerato uno dei più antichi camelidi noti. Non era tuttavia il più antico né il più arcaico: il primato spetta a Poebrodon, assai simile (ma più piccolo e basale) e forse ancestrale a Poebrotherium. Sembra che da Poebrotherium o da forme simili siano derivate diverse linee evolutive di camelidi, tra cui i cammelli-giraffa (come Oxydactylus), i cammelli-gazzella (come Stenomylus) e i veri camelini (come Procamelus).

## Paleoecologia

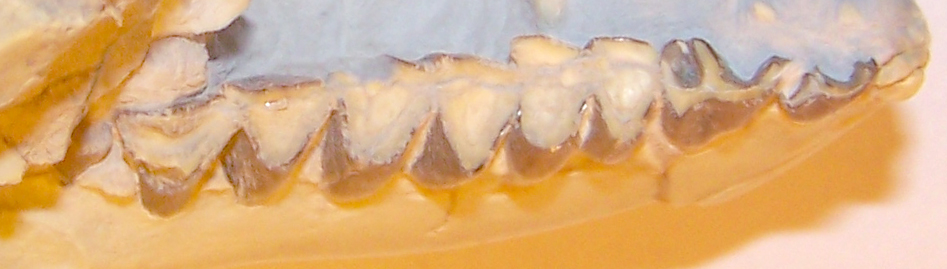
Mandibola di un esemplare giovane di Poebrotherium wilsoni

Poebrotherium doveva essere un animale meglio adattato alla corsa rispetto agli affini oromericidi come Protylopus. Nonostante fosse apparentemente adattato a una vita in pianure aperte, i fossili di questo animale sono stati ritrovati per la maggior parte in depositi di foresta e fluviali; ciò indicherebbe che Poebrotherium non era legato a un particolare ambiente (Wall e Hauptman, 2001). I denti di Poebrotherium erano adatti a una dieta più generalista rispetto a quella dei camelidi attuali, ed è probabile che brucasse foglie; sembra che l'erba costituisse una minima parte della dieta di Poebrotherium. 
Al contrario dei suoi cugini odierni, adattati a condizioni desertiche o montane, Poebrotherium era probabilmente l'equivalente ecologico di una gazzella o di un cervo nell'ecosistema di White River. Questa nicchia ecologica venne in seguito sviluppata maggiormente da camelidi successivi come Stenomylus. Alcuni fossili indicano che Poebrotherium potrebbe essere stato predato dagli entelodonti del genere Archaeotherium: resti parziali di Poebrotherium mostrano segni sulle ossa che sembrerebbero corrispondere con la dentatura di Archaeotherium (Sundell, 1999).